# Labirynt fauna
Labirynt fauna (hiszp. El laberinto del fauno) – hiszpańsko-meksykański film fabularny z 2006 roku w reżyserii Guillermo del Toro. W 2019 roku ukazała się książkowa adaptacja filmu, napisana przez reżysera i Cornelię Funke.

## Opis fabuły
Akcja filmu toczy się w 1944 w Hiszpanii, rządzonej przez frankistów po ich zwycięstwie w wojnie domowej. Dziewczynka imieniem Ofelia (Ivana Baquero) udaje się z ciężarną matką (Ariadna Gil) do jednostki ojczyma, sadystycznego kapitana Vidala (Sergi López), który w brutalny sposób usiłuje oczyścić podległy mu teren z republikańskich partyzantów. Gdy koło niej toczą się walki, Ofelia odkrywa w ogrodzie tytułowy labirynt i pogrąża się w baśniowym świecie.

## Obsada
- Ivana Baquero – Ofelia
- Doug Jones – faun / blady mężczyzna
- Sergi López – kapitan Vidal, ojczym Ofelii
- Ariadna Gil – Carmen, matka Ofelii
- Maribel Verdú – Mercedes, służąca Vidala
- Alex Angulo – doktor Ferreiro
- Roger Casamajor – Pedro, brat Mercedes

## Produkcja
Zdjęcia kręcono na terenie Hiszpanii w następujących miejscach:
- zrujnowane miasto Belchite (Aragonia) - sceny początkowe;
- góry Sierra de Guadarrama w środkowej Hiszpanii - sosnowy las;
- wioska San Rafael w prowincji Segowia (Kastylia i León) - stary młyn zbudowany specjalnie na potrzeby filmu[2].

## Recepcja i nagrody
Premierowy pokaz na 59. MFF w Cannes zakończył się trwającą 22 minuty owacją na stojąco. Film przypadł do gustu krytykom, kilku ogłosiło go nawet filmem roku 2006. Niektórzy zwracali uwagę na antyfaszystowski wydźwięk filmu.
Film otrzymał trzy nagrody BAFTA, w tym dla najlepszego filmu obcojęzycznego, siedem hiszpańskich nagród Goya (w tym najlepszy scenariusz oraz najlepsze efekty specjalne) oraz szereg innych wyróżnień. Obraz był oficjalnym meksykańskim kandydatem do Oscara dla najlepszego filmu nieanglojęzycznego i otrzymał sześć nominacji do Oscara za rok 2006, które zaowocowały trzema statuetkami – za scenografię i dekorację wnętrz, za zdjęcia oraz za charakteryzację. Film zwyciężył także na MFF w Porto. Scenariusz filmu zdobył również nagrodę Nebula za 2007 rok oraz nagrodę Hugo w kategorii najlepsza prezentacja dramatyczna (długa forma) w 2007 roku.